# Konstruktivisme (kunst)
 For alternative betydninger, se Konstruktivisme. (Se også artikler, som begynder med Konstruktivisme)
Konstruktivisme er en kunstform, der beskæftiger sig med nonfigurative geometriske former. Historisk set har konstruktivisme rod i 1910'ernes Rusland, hvor maleren Kazimir Malevitj begyndte at eksperimentere med simple geometriske former gennem sin suprematisme.
Konstruktivisme bygger på ideen om, at de simple geometriske former er en objektiv virkelighed i sig selv. Formålet er altså ikke at afbillede naturen men at undersøge de mest basale elementer i billedkunsten selv. 
Konstruktivismen har inspireret og været forløberen for mange kunstnergrupper og stilarter. Af disse kan nævnes den hollandske gruppe De Stijl og den tyske gruppe Bauhaus. Den var også inspirationskilde for konkret kunsten og postkonstruktivismen i Sovjetunionen er en videreudvikling af den klassiske strukturalisme. 
Derudover kan konstruktivismen også nævnes som den første form af minimalistisk billedkunst.

## Eksempler på kunstnere
- Naum Gabo
- Katarzyna Kobro
- El Lisitskij
- Kazimir Malevitj
- László Moholy-Nagy – (1895–1946)
- Antoine Pevsner
- Aleksandr Rodtjenko
- Kurt Schwitters – (1887–1948)
- Vladimir Tatlin